# Vsevolod Nestajko
Vsevolod Zinovijovič Nestajko (in ucraino Всеволод Зіновійович Нестайко?; Berdyčiv, 30 gennaio 1930 – Kiev, 16 agosto 2014) è stato uno scrittore ucraino di libri per bambini.
In Ucraina è considerato il più famoso e più conosciuto scrittore di storie per bambini del paese.
A partire dal 1933, a tre anni, Nestajko visse e lavorò a Kiev, capitale dell'Ucraina.
Nel 1947 cominciò a frequentare l'università e la terminò nel 1952, quando si laureò in filologia all'Università Taras Shevchenko di Kiev. Lavorò poi per le riviste Dnipro, Periwinkle, e Youth. Il suo primo libro, “Shurka & Shurko”, fu pubblicato nel 1956. Da allora, fino alla sua morte, vennero pubblicate circa 30 fra sue storie, leggende, novelle and giochi. I suoi libri sono stati tradotti in venti lingue di tutto il mondo, tra cui l'inglese, il tedesco, il francese, lo spagnolo, il russo, l'arabo, il bengalese, l'ungherese, il romeno, il bulgaro, e lo slovacco. La versione adattata di Toreadors from Vasyukivka vinse un Grand-prix al festival internazionale di Monaco di Baviera (nel 1968) e il primo premio a Sydney (nel 1969). The Fraud ”F” , adattato, fu premiato al festival del film di tutta l'Unione Sovietica a Kiev (nel 1984) e al festival del film di Gabrovo (in Bulgaria nel 1985). Alcuni lavori di Nestajko sono inclusi nei programmi scolastici ucraini.
Nel 2010 Viktor Yushchenko premiò Vsevolod Nestajko dell'Ordine di Jaroslav il Saggio di quinta classe.